# Língua kinnauri

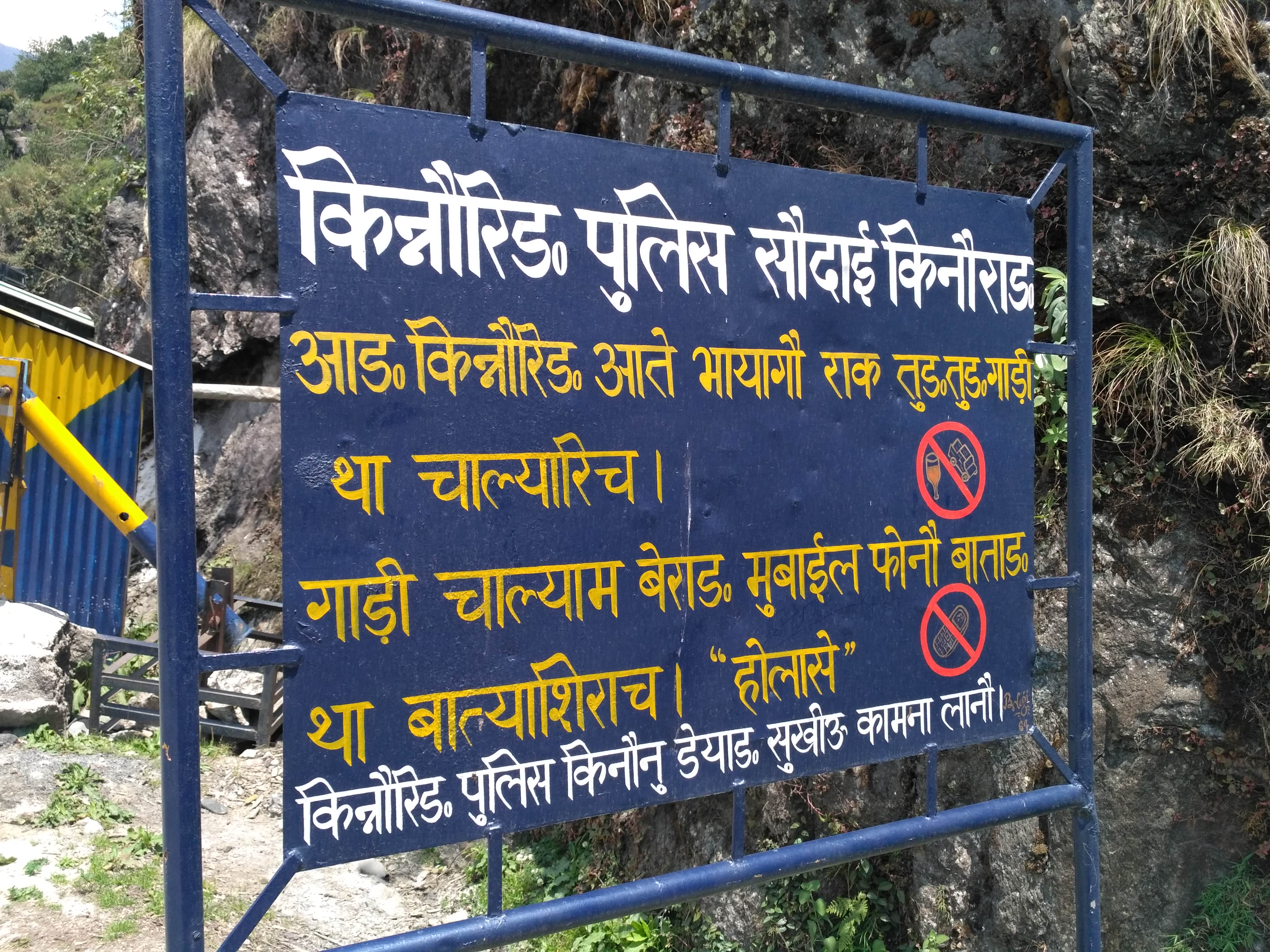
Tabuleta em kinnauri

Kinnauri, é uma das línguas tibeto-birmanesas falada no distrito de Kinnaur, localizado no estado de Himachal Pradesh (Índia) por cerca de 78 mil pessoas. Sua escrita se dá pelo sistema ortográfico Devanágari.

## Outros nomes
Kanauri, Kanaury Anuskad, Kanawari, Kanawi, Kanoreunu Skad, Kanorin Skad, Kanorug Skadd, Kinnaura Yanuskad, Kinner, Kinori, Koonawure, Kunawari, Kunawur, Lower Kinnauri, Malhesti, Milchan, Milchanang, Milchang, Tibas Skad.

## Falantes
Em 2000, haviam cerca de 63 800 falantes (Conf. Ethnologue, 2000) distribuídos pelos estado de Himachal Pradesh, englobando distritos como Chauhra, Kinnaur, Lahaul e Spiti e  Sangla. Além disso, também é falada em vilas ao longo do Rio Sutle até Morang e na cidade de Shimla. Já em outros estados indianos, também é possível encontrar falantes na região de Panjabe e na Caxemira. Os falantes são, comumente, pastores e agricultores que seguem o hinduísmo, o budismo lamaísta e outras religiões tradicionais.
É uma língua de relações comerciais entre grupos e é segunda língua para 15 a 20 mil pessoas em Kinnaur, já que alguns poucos também usam o hindi.  A alfabetização como segunda língua é de 37% (homens  52%, mulheres  22%). Já existem gramática e dicionário escritos na língua, assim como entre 1909 e 1917 foram traduzidos trechos da Bíblia para o dialeto. 

## Dialetos
O dialeto Nichar é 80% inteligível com o Sangla. Outras variantes dialetais têm entre si inteligibilidade funcional. Línguas próximas e relacionadas: Kanashi [xns], Chitkuli Kinnauri [cjk], Jangshung Tukpa [jna]. Os lléxicos são similares entre elas de 75 a 90%.

## Fonologia
Descrição conforme dialeto Pangi do Kinnauri.

### Consoantes
|             |             | Bilabial | Alveolar | Retroflex | Palatal | Velar | Glotal |
| ----------- | ----------- | -------- | -------- | --------- | ------- | ----- | ------ |
| Nasal       | Nasal       | m        | n        |           | ɲ       | ŋ     |        |
| Plosiva     | sonora      | b        | d        | ɖ         |         | ɡ     |        |
| Plosiva     | surda       | p        | t        | ʈ         |         | k     |        |
| Plosiva     | aspirada    | pʰ       | tʰ       | ʈʰ        |         | kʰ    |        |
| Africada    | sonora      |          | dz       |           | dʒ      |       |        |
| Africada    | surda       |          | ts       |           | tʃ      |       |        |
| Africada    | aspirada    |          | tsʰ      |           | tʃʰ     |       |        |
| Fricativa   | Fricativa   |          | s        |           | ʃ       |       | h      |
| Vibrantel   | Vibrantel   |          | r        |           |         |       |        |
| Aproximante | Aproximante |          | l        |           | j       | w     |        |

Nota:  as palatais /dʒ/, /tʃ/,  /tʃʰ/ e /ʃ/ são post-alveolares. /ɲ/ é Alvéolo-palatal.

### Vogais
Kinnauri tem cinco pares de fonemas vogais – Longa/curta.
|         | Frontal | Central | Posterior |
| ------- | ------- | ------- | --------- |
| Fechada | i       | ɨ       |           |
| Média   | e       |         | o         |
| Aberta  |         | a       |           |

### Sílabas
/h/, as obstruentes aspiradas (Ex. /pʰ/, /tʰ/, /ʈʰ/, /kʰ/, /t͡sʰ/, /t͡ʃʰ/) e semivogais (Ex. /w/, /j/) nunca ocorremno final de sílaba.
Todas consoantes podem ocorrer antes do início da sílaba e no meio da palavra.
São os seguintes os tipos de sílabas:
- (C)V(C)(C)(C)
- CCV(C)
- CCCVC

## Gramática
O kinnauri tem estrutura de sentenças S-O-V, usa extensamente verbos auxiliares, usa post-posições. Nas suas frases a palavra principal fica no final. No tempo verbal passado apresenta alinhamento ergativo com marcação de caso gramatical. Nos demais tempos é sempre nominativa-acusativa. O caso ergativo é idêntico ao caso instrumental. Não há distinção entre os casos acusativo e dativo e o genitivo é parcialmente sincrético com acusativo/dativo. Pode-se reconhecer um caso ablativo, normalmente juntado ao genitivo com diferentes alomorfos para referentes animados e não animados. Há também um caso locativo usado só para substantivos inanimados.